# Chlopsis apterus
Chlopsis apterus är en fiskart som först beskrevs av Charles William Beebe och Tee-van, 1938.  Chlopsis apterus ingår i släktet Chlopsis och familjen Chlopsidae. IUCN kategoriserar arten globalt som livskraftig. Inga underarter finns listade i Catalogue of Life.